# 超級英雄大戰GP 假面騎士3號
《超級英雄大戰GP 假面騎士3號》（日语：スーパーヒーロー大戦GP（グランプリ） 仮面ライダー3号），是日本國內2015年3月21日上映的東映特攝電影，也是超級英雄大戰第四作劇場版作品，香港地區則於2015年7月2日上映。
本作劇場版的口號為「假面騎士狂亂的歷史」、「歷史正在改變」。

## 本作特色
- 1972年雜誌《別冊たのしい幼稚園》10月號內，石之森章太郎原作的《3號騎士對黑將軍之卷》所出現的「幻之騎士」－假面騎士3號會從電影中實現出來。[1]
- 演員及歌手及川光博亦會為本作飾演假面骑士3号的變身者，黑井響一郎這名主要角色。[2]
- 飾演《假面骑士BLACK》及《假面骑士BLACK RX》的主角南光太郎的演員仓田哲夫，自2009年的《假面骑士Decade》以来再度回归演出《假面骑士系列》作品；而《假面骑士剑》中的「橘朔也/假面騎士Garren」主角之一天野浩成亦确认回归出演本作；《假面骑士电王》中的「樱井侑斗/假面骑士零神」的饰演者中村优一亦會參演。
- 飾演《假面骑士Faiz》「乾巧/假面騎士Faiz」的演員半田健人繼前作《平成騎士對昭和騎士 假面騎士大戰 feat.超級戰隊》後再度参演。

## 故事概要
这是和本来不同的假面骑士歷史。
1973年2月10日，和邪恶的修卡抗爭的假面骑士1号和假面骑士2号面前，出现了修卡制造出的最强的战士假面骑士3号。1号和2号被3号的压倒性力量所击败後，修卡正式征服世界成功。
然后时间流转到现代，由于修卡的关系人类已经被消灭殆尽，后世的假面骑士们的存在也分裂为正义和邪恶的。正义的一方为守护剩余不多的人类而战；邪恶的则作为修卡的手下並为了消灭前者而行动着。
一天，修卡手下的假面骑士Drive / 泊进之介遇上了假面骑士3号變身者黑井响一郎，不知怎的事情就演变成了和他一起對修卡作战。另一方面，正义的假面骑士们为打倒修卡而所必要的行动开始了。

## 用語
原文：
泊進之介 / 假面騎士Drive被修卡重重包圍之際，向修卡大首領提出舉辦的賽事。
表面為換取自由而與一眾假面騎士以賽車決勝負，事實此是拖延的權宜之計，望能爭取時間能夠得知修卡大首領及黑井響一郎 / 假面騎士3號的真正目的。
| 正規參賽選手     | 正規參賽選手      |
| 參賽者           | 座駕              |
| ---------------- | ----------------- |
| 假面騎士3號      | 三型旋風號        |
| 假面騎士Drive    | 賽特朗            |
| 假面騎士鎧武     | Sakura Hurricane  |
| 假面騎士Wizard   | Machine Winger    |
| 假面騎士Fourze   | Machine Massigler |
| 假面騎士OOO      | Ride Vendor       |
| 假面騎士W        | Revol Garry       |
| 假面騎士DECADE   | Machine Decader   |
| 假面騎士KABUTO   | Kabuto Extender   |
| 假面騎士顎門     | Machine Tornado   |
| 非正規參賽選手   |                   |
| 參賽者           | 座駕              |
| 假面騎士Mach     | Ride Macher       |
| 魔進追跡者       | Ride Chaser       |
| 假面騎士Faiz     | Autovajin         |
| 假面騎士BLACK RX | 萊多隆            |

歷史改變機器
原文：
修卡改變原來歷史的源頭，植入了修卡大首領意識的巨大電子頭腦。
以系統擾亂過去的時空，創造出假面騎士3號消滅假面騎士1號及2號，使修卡能夠成功征服世界。
其後將1號及2號的意識囚禁於機器內作為動力源，並打算再挑選出駕駛能力最快最速的假面騎士，將其導入機器內以求獲得更大力量，在歷史中抹去所有假面騎士的存在。

## 登場人物

### 《假面騎士Drive》
泊進之介（とまり・しんノすけ）（竹内涼真飾；香港配音：郭俊廷）
假面騎士Drive的變身者。
隸屬於警視廳的特狀課，守護市民並阻止惡路程式犯案的少年刑警。
歷史改變後成為了修卡的部屬之一，以隸捕所有反抗修卡的假面騎士作為己任。
直至追捕南光太郎的事件中，眼見對方守護人類的舉動而內心開始出現動搖。
因緣際會下遇上黑井響一郎，其後卻演變成共同展開了對抗修卡的旅程。
詩島剛（しじま・ごう）（稻葉友飾；香港配音：張振熙）
假面騎士Mach的變身者。
因其姊詩島霧子遇害而誓要向修卡作出報復，與泊進之介匯合後共同行動。
詩島霧子（しじま・きりこ）（內田理央飾；香港配音：莎拉）
屬警視廳特狀課的女警，泊進之介的伙伴。
歷史改變後卻沒有受到影響，依然存在原來的記憶。
因私下救助傷重的南光太郎，而連帶進之介被修卡追殺。
本願寺純（ほんがんじ・じゅん）（片岡鶴太郎飾）
特狀課的課長。
因由心而發認同泊進之介背叛修卡後，被追田現八郎視為異見者而遭到殺害。
澤神鈴奈（ざわかみ・りんな）（吉井怜飾）
特狀課的電子物理研究學家。
泊進之介叛變後，因有著連帶關係而被修卡所通緝。
西城究（さいじょう・きゅう）（濱野謙太飾）
特狀課的網絡研究情報員。
與澤神鈴奈一樣亦受到修卡的通緝。
追田現八郎（おった・げんはちろう）（井俣太良飾）
原是由搜查一課外派至特狀課的協助人員。
歷史改變後任職修卡的高層，兼改造成為了獵豹蝸牛怪人。

### 《假面騎士電王》
櫻井侑斗（さくらい・ゆうと）（中村優一飾；香港配音：梁皓翔）
假面騎士零神的變身者。
因所認知的歷史當中是沒有假面騎士3號的存在，及懷疑黑井響一郎正在密謀著什麼去拉攏泊進之介而開始對其作出監視。
天津四（デネブ）（CV：大塚芳忠、替身演員：押川善文）
與櫻井侑斗進行契約，並隨從左右的異魔神。

### 《假面騎士劍》
橘朔也（たちばな・さくや）（天野浩成飾；香港配音：李家傑）
假面騎士Garren的變身者。
被假面騎士Chalice率領的人馬圍剿時，偶然與黑井響一郎等人遇上並合作。
事實卻是設局博取黑井信任，在營救假面騎士劍的行動中引君入甕。

### 《假面騎士555》
（半田健人飾；香港配音：陳健豪）
假面騎士Faiz的變身者。
作為修卡的先鋒，獨自一人去追殺黑井響一郎等人。

### 《假面騎士BLACK／假面騎士BLACK RX》
南光太郎（みなみ・こうたろう）（倉田哲夫飾；香港配音：黃志成）
假面騎士BLACK / 假面騎士BLACK RX的變身者。
為守護人類而一直與修卡周旋至今，更偶爾喚醒泊進之介正義的心。

### 《手裏劍戰隊忍忍者》
伊賀崎天晴（いがさき・たかはる）（西川俊介飾）
赤忍者的變身者。
率領忍忍者召喚手裏劍神應付騎士機器人。
加藤・克勞德・八雲（かとう・クラウド・やくも）（松本岳飾）
藍忍者的變身者。
松尾凪（まつお・なぎ）（中村嘉惟人飾）
黃忍者的變身者。
伊賀崎風花（いがさき・ふうか）（矢野優花飾）
白忍者的變身者。
伊賀崎天晴的妹妹。
百地霞（ももち・かすみ）（山谷花純飾）
桃忍者的變身者。
伊賀崎好天（いがさき・よしたか）（笹野高史飾）
有着「末代忍者」稱號的人物，天晴與風花的祖父。

### 本作登場人物
黑井響一郎（くろい・きょういちろう）（及川光博飾；香港配音：何偉誠）
假面騎士3號的變身者。
接受改造手術而成為修卡史上最強戰士的青年。
在1973年的時空被派往對戰假面騎士1號及2號，以壓倒性的力量將二人消滅後，導致修卡成功征服世界而改變歷史。
在腦部沒有接受改造的緣故，往後的日子則懊悔自身的所為，以勝利的執著掩蓋內心的陰暗及孤單。
其後再拉攏泊進之介為伴，利用作為計劃的一部份去實行消滅修卡的行動。
黑將軍（ブラック将軍）（高田延彦飾；香港配音：羅偉亮）
修卡的大幹部之一，水蛭變色龍怪人的人類形態。
立花藤兵衛（たちばな・とうべえ）（井手らっきょ飾；香港配音：鄧肇基）
本鄉家的執事，假面騎士1號的協力者。

## 登場英雄
依作品年代新至舊排序。

### 修卡勢力假面騎士
- 假面骑士3號

變身者：黑井響一郎（替身演員：永德、CV：及川光博）
原文： / Masked Rider 3

#### 基本資料
| 簡介 | 外觀 | 能力 |
| 利用變身腰帶Typhoon吸收風力後以作變身。 身高：179.0cm 體重：74.0kg 拳擊力：15.0t 踢擊力：24.0t 跳躍力：50.0m 行動速度： 100m/3秒 | 全身以黑色、海藍色、矢車菊藍和黃色為主，整體與假面騎士1號及2號相似，亦同樣以蝗蟲為設計概念，手腳增添印有修卡徽章的手銬及腳鐐 | 修卡繼假面騎士1號及2號後的新型改造人，綜合性能相比之再進一步強化，駕駛技術方面亦更為優秀,也針對所有假面騎士能力做參照。 |

#### 交通工具
三型旋風號
原文： / Try Cyclone
最高時速600公里。
專屬的跑車型座駕，現實中原型為馬自達MX-5。
配色基本與舊式的旋風號系列相同。具有飛彈的發射裝置；車頭大燈可轉換作格林機關砲。；前輪內藏伸縮式帶高熱的尖錐型武裝部件。

#### 必殺技
騎士踢
原文： / Rider Kick
貫注所有力量於右腳所使出的飛踢，威力比假面騎士1號及2號加起來的更強。

原文： / Rider Punch
貫注所有力量於右手所使出的拳擊，威力比假面騎士1號及2號加起來的更強。

#### 合體技
三重騎士踢
原文： / Rider Triple Kick
與假面騎士1號及2號共同使出的必殺飛踢。
《假面骑士Drive》
- 假面骑士Drive
  - type Speed（通常型態）
  - type Formula

《假面骑士鎧武》
- 假面骑士鎧武
  - Orange Arms（通常型態）
  - Pine Arms

《假面骑士Wizard》
- 假面骑士Wizard
  - Flame Style（通常型態）

《假面骑士Fourze》
- 假面骑士Fourze
  - Base States（通常型態）

《假面骑士OOO》
- 假面骑士OOO
  - 鷹虎蝗聯組（通常型態）

《假面骑士W》
- 假面骑士W
  - CycloneJoker（通常型態）

《假面骑士DECADE》
- 假面骑士DECADE
  - 通常型態

《假面骑士KIVA》
- 假面骑士KIVA
  - Kiva Form（通常型態）

《假面骑士電王》
- 假面骑士電王
  - Sword Form（通常型態）

《假面骑士KABUTO》
- 假面骑士KABUTO
  - Rider Form

《假面骑士響鬼》
- 假面骑士響鬼
  - 通常型態

《假面骑士劍》
- 假面骑士劍
  - 通常型態
- 假面騎士Garren
  - 通常型態
- 假面騎士Chalice
  - 通常型態
- 假面騎士Leangle
  - 通常型態

《假面骑士555》
- 假面骑士Faiz
  - 通常型態
  - Axel Form

《假面骑士龍騎》
- 假面骑士龍騎
  - 通常型態

《假面骑士顎門》
- 假面骑士顎門
  - Ground form（通常型態）
  - Burning Form

《假面骑士空我》
- 假面骑士空我
  - Mighty Form（通常型態）

《假面骑士J》
- 假面骑士J

《假面骑士ZO》
- 假面骑士ZO

《真假面騎士 序章》
- 假面骑士真

《10號誕生！假面騎士大集合》
- 假面骑士ZX

《假面騎士Super 1》
- 假面骑士Super 1

《假面骑士Sky》
- Sky Rider

《假面騎士Stronger》
- 假面騎士Stronger

《假面骑士AMAZON》
- 假面骑士AMAZON

《假面骑士X》
- 假面骑士X

《假面骑士V3》
- 假面骑士V3
- 騎士人

### 正義一方假面騎士
《假面骑士Drive》
- 假面骑士Mach
  - 通常型態
  - Deadheat Mach

《假面骑士電王》
- 假面騎士零神
  - Altair Form（通常型態）
  - Zero Form

《假面骑士BLACK RX》
- 假面骑士BLACK RX

《假面骑士BLACK》
- 假面骑士BLACK

### 傳說的假面騎士
《假面骑士》
- 假面骑士1號
- 假面骑士2號

### 超級戰隊
《手裏劍戰隊忍忍者》
- 紅忍者
- 藍忍者
- 黃忍者
- 白忍者
- 桃忍者

## 登場敵人
- 獵豹蝸牛怪人

原文：
歷史改變後追田現八郎的怪人形態。
所噴射的黏液能夠封鎖敵人的行動，自身亦可利用黏液再揉合獵豹般的敏捷性，兩者配合令行動能力更為迅速。
原文： / Rider Robo
由歷史改變機器吸收假面騎士3號後，再變化成為巨大机器人的形態。
以假面骑士系列改造人为蓝本，可以应对巨大化的假面骑士J。全身能夠發射火力極強的砲擊；可大規模放出令假面騎士於歷史上消失的能量光線。
《假面骑士Drive》
- 魔進追跡者

《假面骑士鎧武》
- 迪姆修・進化體

《假面骑士Wizard》
- 菲尼克斯

《假面骑士Fourze》
- 射手座Zodiarts・超新星
- 超銀河王

《假面骑士W》
- 天氣摻雜體
- 烏托邦摻雜體

《假面骑士DECADE》
- N・GAMIO・ZEDA
- 怪魔機械人舒伯里安

《假面骑士Black RX》
- 傑克將軍

《假面骑士Black》
- 戈爾哥姆三神官

《假面骑士555》
- 龍蝦型操冥使徒

《假面骑士Stronger》
- 影子將軍
- 機械大元帥

《假面骑士》
- 黑將軍（水蛭變色龍怪人）
- 修卡大首領
- 蟹蝙蝠怪人
- 劍鯊怪人
- 提琴手蟹怪人
- 圍巾蜥蜴怪人
- 響尾蛇怪人
- 山椒魚怪人
- 炮龟怪人
- 修卡戰鬥員

## 本作登場裝備・戰力
- 賽特朗手裏劍

原文：
屬於手裏劍戰隊忍忍者所使用的手裏劍型道具，由伊賀崎好天所贈。
裝置於假面騎士Drive的武器軚盤劍並將之轉動後，劍柄軚盤隨即變化成為帶有專屬座駕賽特朗造型的人型機械。

### 手裏劍神賽特朗（シュリケンジントライドロン）
【基本資料】
| 機體高度 | 機體寬度 | 機體厚度 | 機體重量 | 機體航速 | 機組力量輸出 | 皮套 |
| -------- | -------- | -------- | -------- | -------- | ------------ | ---- |
|          |          |          |          |          |              |      |

由手裏劍神與賽特朗造型的人型機械進行合體後的巨大機械人。
駕駛艙同時亦增添假面騎士Drive座席，並與手裏劍戰隊忍忍者共同操縱以集合兩家的特性。

## 樂曲

### 主題曲
「Who's That Guy」
- 演唱：及川光博
- 作詞：藤林聖子
- 作曲：SAKOSHIN（日语：SAKOSHIN）

### 插曲
「Let's Go！！Rider Kick」
- 演唱：藤浩一
- 作詞：石之森章太郎
- 作曲／編曲：菊池俊輔

## 其他相關放映

### 《d Video特別篇 假面騎士4號》
原題：
合共三集，第一集先行在電影上映當日以特典DVD形式限量首100萬名派發。
3月28日於d Video powered by BeeTV網絡獨家配信第一、二集；及4月4日配信第三集。
故事講述於電影有關事件之後，歷史雖已重回正軌，但詩島剛亦經過一輪戰役之後身亡。
直至4月4日，人和事儼如重新置換，詩島剛仍然在世，面對曾經的戰友乾巧及櫻井侑斗就像未曾認識過一樣，及本已消滅的邪惡組織修卡卻再度來襲……
更奇怪的是不斷地時光倒流，但以不同的經歷重複著那一天，種種跡象背後原來關於假面騎士4號的誕生。
| 話數 | 主題 | 中文主題                   | 配信日期      |
| ---- | ---- | -------------------------- | ------------- |
| 1    |      | 死鬥！假面騎士三次死亡！！ | 2015年3月28日 |
| 2    |      | 對決！！天空旋風號空襲     | 2015年3月28日 |
| 3    |      | 決鬥！修卡首領的真身       | 2015年4月4日  |

#### 特別篇登場假面騎士
- 假面骑士4號

變身者：不詳（替身演員：永德、CV：松岡充）
原文： / Masked Rider 4

#### 基本資料
| 簡介                                                | 外觀                                                                                               | 能力                                                            |
| 身高： 體重： 拳擊力： 踢擊力： 跳躍力： 行動速度： | 全身以墨綠色和古銅色為主，複眼部位為紅色。整體與假面騎士1號至3號系列相似，夾雜蝗蟲與傘兵的設計概念 | 修卡繼假面騎士3號後的另類型號改造人，具有壓倒性的力量及防禦力。 |

#### 交通工具
天空旋風號
原文： / Sky Cyclone
專屬的螺旋槳飛機型座駕。
配色亦與旋風號系列相同。配備發射強力飛彈的砲口；能夠與其他修卡軍隊的戰鬥機進行合體。

#### 必殺技
騎士踢
原文： / Rider Kick
貫注所有力量於右腳所使出的飛踢。

原文： / Rider Punch
貫注所有力量於右手所使出的拳擊。
《假面骑士Drive》
- 假面骑士Drive
  - type Speed（通常型態）
  - type Wild
  - type Technic
  - type Formula
- 假面骑士Mach

《假面骑士鎧武》
- 假面骑士巴隆
  - Banana Arms（通常型態）

《假面骑士KIVA》
- 假面騎士闇黑KIVA

《假面骑士電王》
- 假面騎士零神
  - Altair Form（通常型態）
  - Vega Form
  - Zero Form

《假面骑士KABUTO》
- 假面騎士劍蠍
  - Rider Form

《假面骑士555》
- 假面骑士Faiz
  - 通常型態

《假面骑士龍騎》
- 假面骑士王蛇

#### 特別篇樂曲
「time」 
- 演唱：Mitsuru Matsuoka EARNEST DRIVE（日语：松岡充）
- 作詞：松岡充
- 作曲：tatsuo（日语：everset）
- 編曲：tatsuo、五十嵐 "IGAO" 淳一

#### 特別篇登場角色
- 泊進之介 / 假面騎士Drive - 竹内涼真 飾/聲
- 詩島霧子 - 內田理央 飾
- 詩島剛 / 假面騎士Mach - 稻葉友 飾/聲
- 櫻井侑斗 / 假面騎士零诺斯 - 中村優一 飾/聲
- / 假面騎士Faiz、修卡首領 - 半田健人 飾/聲
- 海堂直也 / 蛇型操冥使徒 - 唐橋充（日语：唐橋充） 飾/聲

#### 特別篇聲音演出
- 假面騎士4號 - 松岡充（日语：松岡充）
- 獵豹蝸牛怪人 - 井俣太良
- 水蛭變色龍怪人 - 小柳良寛（日语：小柳良寛）
- 修卡首領、螞蟻猛獁象怪人 - 關智一
- 天津四 - 大塚芳忠
- 牙召杖音聲 - 小山剛志
- Faiz Driver音聲 - 假野剛彦（日语：假野剛彦）
- Sasword Zecter音聲 - Surage Gajria（日语：スラージ・ガジリア）
- Kivat Bat 二世 - 杉田智和
- 定鎖種子音聲 - 平床政治（日语：Hermann H.&The Pacemakers#メンバー）

#### 特別篇皮套演出
- 假面騎士Drive  - 高岩成二（日语：高岩成二)）
- 假面騎士Mach - 渡邊淳（日语：渡辺淳 (俳優)）
- 假面騎士4號 - 永德
- 押川善文
- 高田將司
- 今井靖彦
- 岡田和也
- 神前元
- 佐藤太輔

#### 特別篇製作人員
- 原作 - 石之森章太郎
- 導演 - 山口恭平（日语：山口恭平）
- 劇本 - 毛利亘宏
- 動作指導 - 宮崎剛（日语：宮崎剛）（JAC）
- 特攝導演 - 佛田洋（日语：佛田洋）（特攝研究所（日语：特撮研究所））
- 攝影 - 宮崎悟郎
- V.E. - 江島公昭
- 照明 - 斗澤秀
- 錄音 - 堀江二郎
- 美術 - 大嶋修一（日语：大嶋修一）
- 裝飾 - 大熊雄己（東京美工）
- 人物設計 - 田嶋秀樹
- 生物設計 - 竹谷隆之（日语：竹谷隆之）
- 編集 - 長田直樹
- MA - 曾我薫
- 選曲 - 金成謙二
- 音響效果 - 小川廣美
- 助理編導 - 茶谷和行
- 製作擔當 - 中保真典
- 汽車特技協調 - 西村信宏（武士 Racing（日语：タケシレーシング））
- 製作統籌 - 道木廣志（日语：道木広志）
- 製作人 - 三宅裕士、辻村和也（愛貝娛樂）、白倉伸一郎（日语：白倉伸一郎）、高橋一浩、大森敬仁（日语：大森敬仁）、望月卓（東映）
- 愛貝通信放送（日语：エイベックス通信放送）
  - 編成 - 森下正樹、佐藤修弘
  - 場地編集 - 雨宮美幸、森下昇太
  - 製作 - 柳崎芳夫
- 宣傳 - 佃田淳、河原伯幸（愛貝通信放送）、金岡長廣、小松惠大（東映）
- 製作 - 東映
- 製作協力 - d Video powered by BeeTV（日语：Dビデオ powered by BeeTV）

### 映像商品化
- 《手里剑战队忍忍者VS假面騎士Drive 春假合體1小時特別篇》Blu-ray及DVD（2015年8月5日發行）
  - 本編
  - 映像特典
    - 座談會
    - PR集
    - 相片集

  - 初回限定特典
    - 資料卡

- 通常版Blu-ray及DVD（2015年8月5日發行）
  - 電影本編
  - 映像特典
    - 特報・電影預告編

- 珍藏版Blu-ray及DVD（2015年8月5日發行）
  - 電影本編
  - 映像特典
    - 完成披露試映舞台見面會
    - 完成披露特別舞台見面會
    - 首映舞台見面會
    - 電視廣告集
    - 資料檔案
    - 相片集

  - 初回限定特典
    - 特製封包裝

- 《d Video特別篇 假面騎士4號》Blu-ray及DVD（2015年9月9日發行）
  - 本編
  - 映像特典
    - TRAILER

### 映像商品化（日本海外）
- VCD（2015年10月8日香港發行、Neofilms 新映影片代理）
  - 電影本編（粵語）

- Blu-ray及DVD（2015年10月8日香港發行、Neofilms 新映影片代理）
  - 電影本編（日、粵雙語及中文字幕）

## 演員
- 泊進之介 / 假面騎士Drive - 竹内涼真 飾/聲
- 詩島剛 / 假面騎士Mach - 稻葉友 飾/聲
- 詩島霧子 - 內田理央 飾
- 黑井響一郎 / 假面騎士3號 - 及川光博 飾/聲
- 南光太郎 / 假面騎士Black / 幪面超人Black RX - 倉田哲夫 飾/聲
- / 假面騎士Faiz - 半田健人 飾/聲
- 橘朔也 / 假面騎士Garren - 天野浩成 飾/聲
- 櫻井侑斗 / 假面騎士零诺斯 - 中村優一 飾/聲
- 黑將軍 / 水蛭變色龍怪人 - 高田延彦 飾/聲
- 伊賀崎天晴 / 赤忍者 - 西川俊介 飾/聲
- 加藤・克勞德・八雲 / 藍忍者 - 松本岳 飾/聲
- 松尾凪 / 黃忍者 - 中村嘉惟人 飾/聲
- 伊賀崎風花 / 白忍者 - 矢野優花 飾/聲
- 百地霞 / 桃忍者 - 山谷花純 飾/聲
- 本願寺純 - 片岡鶴太郎 飾
- 澤神鈴奈 - 吉井怜 飾
- 西城究 - 濱野謙太 飾
- 追田現八郎 / 獵豹蝸牛怪人 - 井俣太良 飾/聲
- 伊賀崎好天 - 笹野高史 飾
- 立花藤兵衛 - 井手らっきょ 飾
- 光 - 江崎政博（日语：江崎政博）
- 直樹 - 佐藤光將（日语：佐藤光将）
- 阿茂 - 佐野代吉（日语：佐野代吉）
- 其他 - 澤田陸、小山涼介、長谷尚鋭、内田涼風、内田凛、大西廣稀、大野龍成、鹿嶋崇良、髙橋朔也、渡邊カレラ、小泉みゆき、野呂陽菜（日语：野呂陽菜）、菅家ゆかり（日语：菅家ゆかり (モデル)）、大竹唯里香、小澤薫

## 聲音演出
- 腰帶先生（Drive驅動器） - Chris Peppler（日语：クリス・ペプラー）
- 假面騎士劍（劍崎一真） - 椿隆之
- 假面騎士Chalice（相川始） - 森本亮治
- 假面騎士Leangle（上城睦月） - 北條隆博
- 天津四 - 大塚芳忠
- 魔進追跡者（Chase） - 上遠野太洸
- 假面騎士1號、其他 - 稻田徹
- 假面騎士2號、其他 - 河本邦弘（日语：河本邦弘）
- 騎士人、其他 - 石川英郎
- 假面騎士、怪人 - 藤本たかひろ（日语：藤本たかひろ）
- 旁白、假面騎士V3、修卡大首領、假面騎士亞馬遜、假面騎士強人、假面騎士Super 1、假面騎士W、劍鯊怪人、提琴手蟹怪人、炮龜怪人、機械大元帥 - 關智一
- Faiz Driver音聲 - 假野剛彦（日语：假野剛彦）
- Blayrouser音聲 - 佐佐木健
- Kabuto Zector音聲 - Surage Gajria（日语：スラージ・ガジリア）
- 定鎖種子音聲 - 平床政治（日语：Hermann H.&The Pacemakers#メンバー）
- 忍忍者道具音聲 - 垂木勉

## 皮套演出
- 假面騎士Drive  - 高岩成二（日语：高岩成二)）
- 假面騎士Mach - 渡邊淳（日语：渡辺淳 (俳優)）
- 假面騎士3號 - 永德
- 假面騎士零神、赤忍者 - 藤井祐伍（日语：藤井祐伍）
- 藍忍者 - 中田裕士
- 黃忍者 - 竹内康博（日语：竹内康博）
- 白忍者 - 五味涼子（日语：五味涼子）
- 桃忍者 - 野川瑞穗（日语：野川瑞穂）
- 假面騎士Garren、天津四 - 押川善文
- 假面騎士Black RX - 岡元次郎（日语：岡元次郎）
- 假面騎士Black、魔進追跡者 - 今井靖彦（日语：今井靖彦）
- 藤田慧（日语：藤田慧）
- 日下秀昭（日语：日下秀昭）
- 高田將司（日语：高田将司）
- 本多剛幸
- 蔦宗正人（日语：蔦宗正人）
- 松本竜一（日语：松本竜一）
- 寺本翔悟（日语：寺本翔悟）
- 佐藤太輔（日语：佐藤太輔）
- 蜂須賀祐一（日语：蜂須賀祐一）
- 蜂須賀昭二（日语：蜂須賀昭二）
- 岡田和也
- 内川仁朗（日语：内川仁朗）
- 神前元（日语：神前元）
- 高橋光
- 縄田雄哉（日语：縄田雄哉）
- 青木哲也（日语：青木哲也）
- 伊藤茂騎
- 澤江晃史
- 石井靖見（日语：石井靖見）
- 喜多川2tom
- 渡邊實（日语：渡辺実 (俳優)）
- おぐらとしひろ（日语：おぐらとしひろ）
- 村岡弘之（日语：村岡弘之）
- 大林勝（日语：大林勝）
- 大岩劍也（日语：大岩剣也）
- 田中領
- 佐藤義夫（日语：佐藤義夫）
- 榮男樹
- 山本裕一
- 田中慶
- 浦家賢士
- 久田悠貴
- 井口尚哉
- 宮川連
- 向田翼
- 村井亮
- 柏木佑太
- 北村海
- 寒川祥吾
- 松岡千尋
- 御前伸幸
- 藤田洋平（日语：藤田洋平 (俳優)）
- 中野高志
- 藤木かおる
- 細川晃弘（日语：細川晃弘）
- 今井結香子
- 勝呂学
- 渡邊昌宏
- 松本拓巳
- 富永研司（日语：富永研司）
- 隅本秋生
- 永地悠斗
- 安樂有香理
- 鈴木大樹
- 岩上弘數（日语：岩上弘数）
- 古山和輝
- 北島一壽
- 安永晃
- 辻將太
- 霜田元
- 佐伯啓
- 相馬絢也
- 山口仁美
- 小久江友子
- 古屋貴士
- 山口真彌
- 小豆畑佑二
- 下川真矢（日语：下川真矢）
- 白濱孝次（日语：白濱孝次）
- 塩月竜
- 池田純太
- 宮崎高春
- 高嵜百花
- 岩井潤一
- 世名圭吾
- 長尾和彦
- 加藤勉
- 目黒圭一
- 白井雅士
- 吉村武將
- 片伯部浩正（日语：片伯部浩正）
- 中山猛
- 内山大輔
- 五十嵐勝平
- 黒田昌樹
- 天貝学
- 青木清四郎
- 神里まつり
- 矢部敬三（日语：矢部敬三）
- 關谷健利（日语：関谷健利）
- 前川孟論
- 松本直也
- 菊池雄人
- 森博嗣

## 製作人員
- 原作 - 石之森章太郎、八手三郎
- 製作 - 鈴木武幸（日语：鈴木武幸）（東映）、平城隆司（日语：平城隆司）（tv asahi）、日達長夫（TOEI VIDEO（日语：東映ビデオ））、和田修治（ADK）、松田英史（TOEI ADVERTISING（日语：東映エージエンシー））、垰義孝（萬代）、木下直哉（日语：木下直哉）（木下組）
- 企劃 - 有川俊（東映）、林雄一郎（tv asahi）、加藤和夫（TOEI VIDEO）、波多野淳一（ADK）、小川政則（TOEI ADVERTISING）、小野口征（萬代）、中村和俊（木下組）
- 監製 - 小野寺章（石森プロ）
- 執行製作人 - 佐佐木基（日语：佐々木基）（tv asahi）、疋田和樹（TOEI ADVERTISING）
- 製作人 - 白倉伸一郎（日语：白倉伸一郎）、高橋一浩、大森敬仁（日语：大森敬仁）、望月卓（東映）、 佐佐木基（日语：佐々木基）、井上千尋（tv asahi）、佐藤現（TOEI VIDEO（日语：東映ビデオ））、矢田晃一、深田明宏（TOEI ADVERTISING,LTD.（日语：東映エージエンシー））
- 劇本 - 米村正二
- 配樂 - 鳴瀨シュウヘイ（日语：鳴瀬シュウヘイ）、中川幸太郎
- 攝影 - 宮崎悟郎
- 照明 - 斗澤秀
- 美術 - 大嶋修一（日语：大嶋修一）
- 編集 - 長田直樹
- 錄音 - 村上洋祐
- 整音 - 曾我薫
- 助理編導 - 塩川純平、茶谷和行、石井千晶
- 編劇 - 柿崎德子
- 製作擔當 - 東正信
- 製作統籌 - 道木廣志（日语：道木広志）
- B攝影機 - 佐藤琢也
- FO - 關口洋平、迫あすみ
- 人物設計 - 田嶋秀樹（石森プロ）、小林大佑、田中宗二郎（PLEX）
- 生物設計 - 竹谷隆之（日语：竹谷隆之）
- 製作人候補 - 小髙史織（東映）、菅野亞由美（tv asahi）
- 製作統籌候補 - 下前明弘
- 制作事務部 - 宮地みどり、木戶田康秀
- 音響效果 - 大野義彦、小川廣美（日语：小川広美）（大泉音映）
- 戰隊人員
  - 動作指導 - 福澤博文（日语：福沢博文）（RED）
  - 照明 - 山崎豊
  - 助理編導 - 谷本健晋
  - 制作事務部 - 辻繪里子
  - 製作人 - 若林豪（東映）
  - 製作人候補 - 久慈麗人（東映）
- 特攝研究所（日语：特撮研究所）
  - 攝影 - 鈴木啓造、岡本純平、平賀敬人
  - B攝影機 - すずきけいぞう
  - 照明 - 安藤和也、關澤陽介
  - 美術 - 松浦芳、高橋一、鶴田智也、秋山拓海
  - 操演 - 中山亨、和田宏之、黒田政紀
  - 助理編導 - 小串遼太郎
  - 迷你模型制作 - ミューロン
- 特攝導演 - 佛田洋（日语：佛田洋）（特攝研究所（日语：特撮研究所））
- 動作指導 - 宮崎剛（日语：宮崎剛）（JAC）
- 發行 - 東映
- 製作單位 - 「超級英雄大戰GP」製作委員會（東映、tv asahi、TOEI VIDEO（日语：東映ビデオ）、ADK、TOEI ADVERTISING,LTD.（日语：東映エージエンシー）、萬代、木下組（日语：木下工務店））
- 導演 - 柴崎貴行（日语：柴崎貴行）

## 電視特別篇
- 《手裏劍戰隊忍忍者VS假面騎士Drive 春假合體1小時特別篇》


為配合電影宣傳，继《烈車戰隊特急者VS假面騎士鎧武 春假合體特別篇》后假面騎士及超級戰隊第二次跨界合作，於電視版本作一小時特別篇聯動故事。
《手裏劍戰隊忍忍者》緊接第5話；《假面騎士Drive》緊接第23話後於2015年3月29日朝日電視台播放。
故事講述手裏劍戰隊忍忍者一行人正在對付牙鬼軍團成員妖怪震震時，因敵方發動「重加速」現象而引來假面騎士Drive的注意，忍忍者一眾卻被誤認為惡路程式而遭受到拘捕。
殊不知事件背後卻牽涉到42年前本已被瓦解的邪惡組織修卡的陰謀之中。

### 電視特別篇登場角色
- 泊進之介 / 假面騎士Drive - 竹内涼真 飾/聲
- 詩島剛 / 假面騎士Mach - 稻葉友 飾/聲
- 詩島霧子 - 內田理央 飾
- 伊賀崎天晴 / 紅忍者 - 西川俊介 飾/聲
- 加藤・克勞德・八雲 / 藍忍者 - 松本岳 飾/聲
- 松尾凪 / 黃忍者 - 中村嘉惟人 飾/聲
- 伊賀崎風花 / 白忍者 - 矢野優花 飾/聲
- 百地霞 / 桃忍者 - 山谷花純 飾/聲
- 本願寺純 - 片岡鶴太郎 飾
- 澤神鈴奈 - 吉井怜 飾
- 西城究 - 濱野謙太 飾
- 追田現八郎 - 井俣太良 飾
- Heart - 蕨野友也 飾
- Brain - 松島庄汰（日语：松島庄汰） 飾
- Medic - 馬場富美香 飾
- 伊賀崎旋風 - 矢柴俊博（日语：矢柴俊博） 飾
- 伊賀崎好天 - 笹野高史 飾
- D博士 / 惡路程式089 / 妖怪震震 - 岸祐二 飾/聲
- 黑井響一郎 / 假面騎士3號 - 及川光博 飾/聲

### 電視特別篇聲音演出
- 腰帶先生（Drive驅動器） - Chris Peppler（日语：クリス・ペプラー）
- 十六夜九衛門 - 潘惠美
- 忍忍者道具音聲 - 垂木勉
- 水蛭變色龍怪人 - 小柳良寛（日语：小柳良寛）
- 炮龜怪人、修卡大首領 - 關智一

### 電視特別篇製作人員
- 原作 - 石之森章太郎、八手三郎
- 劇本 - 三條陸
- 導演 - 中澤祥次郎（日语：中澤祥次郎）
- 動作指導 - 石垣廣文（日语：石垣広文）（JAE）、福澤博文（日语：福沢博文）（RED）
- 特攝導演 - 佛田洋（日语：佛田洋）

### 電視特別篇樂曲
「さぁ行け! ニンニンジャー!」
- 演唱：大西洋平
- 作詞：及川眠子
- 作曲／編曲：佐藤晃（日语：佐藤晃 (ミュージシャン)）

「SURPRISE-DRIVE」
- 演唱：Mitsuru Matsuoka EARNEST DRIVE（日语：松岡充）
- 作詞：藤林聖子
- 作曲／編曲：tatsuo（日语：tatsuo）

「Who's That Guy」
- 演唱：及川光博
- 作詞：藤林聖子
- 作曲：SAKOSHIN（日语：SAKOSHIN）

## 附註
1. ↑  .   [2014-12-14]. （原始内容存档于2016-08-13）.
2. ↑  .   [2015-01-28]. （原始内容存档于2020-03-24）.
3. ↑  .   [2016-01-08]. （原始内容存档于2015-08-05）.
4. 1 2 3  {『假面騎士Drive超全集』 小學館〈電視君Deluxe 愛蔵版〉、東京、2015年11月11日、第1版。ISBN 978-4-09-105152-3。
5. ↑  .   [2017-01-08]. （原始内容存档于2017-01-02）.

## 外部連結
- 官方網站 （页面存档备份，存于）